# Ruine Hohendießen
Die Ruine Hohendießen, auch Schloss Hohendießen genannt, ist die Ruine einer Höhenburg bei 530 m ü. NN auf einer Anhöhe nordwestlich des Stadtteils Dießen (Nähe Hochbergstrasse) der Stadt Horb am Neckar im Landkreis Freudenstadt in Baden-Württemberg.

## Geschichte
Die Burg wurde erst im 14. Jahrhundert als hohenbergisches Lehen des Niederadelsgeschlechts der Dießer erwähnt.
1334 wurden Ulrich und Wolf der Dießer als Besitzer der Burg genannt, dessen örtliches Adelsgeschlecht schon 1100 in einer Rechenbacher Schenkungsurkunde genannt wurde und sich Ende des 13. Jahrhunderts „Dießer“ nannte. Nach mehreren Besitzerwechseln wurde die Burg im Zuge des Deutschen Bauernkrieges 1525 beschädigt und kam 1552 an die Herren von Wernau, die sie von 1557 bis 1580 zum Schloss ausbauten. 1696 kam die Burg durch Erbschaft an die Schenken von Stauffenberg, die 1708 die Burg und die Herrschaft an das Schweizer Kloster Muri verkauften. 1803 kam die Burg und der Ort im Zuge der Säkularisation an das Haus Hohenzollern-Sigmaringen. Nachdem die Burg ab 1889 im Besitz der Familie von Ow-Wachendorf war, übernahm 1965 die damalige Gemeinde Dießen die Burg und ließ 1969 Sicherungsarbeiten an der Ruine vornehmen, die 1990 durch die Stadt Horb am Neckar fortgesetzt wurden.